# رومان لوکنار
رومان لوکنار (انگلیسی: Roman Luknár؛ زادهٔ ۱ ژوئن ۱۹۶۵) بازیگر اهل کشور اسلواکی است.
از فیلم‌ها یا برنامه‌های تلویزیونی که وی در آن نقش داشته‌است می‌توان به برادران کارامازوف، لیدیتسه، یک روز خوب برای جان‌سخت، باغ، عاشقان بلغاری، بی‌حیا، تدی خرسه، فرشته تبهکار، و تومان اشاره کرد.